# Weber (entreprise)
Pour les articles homonymes, voir Weber.

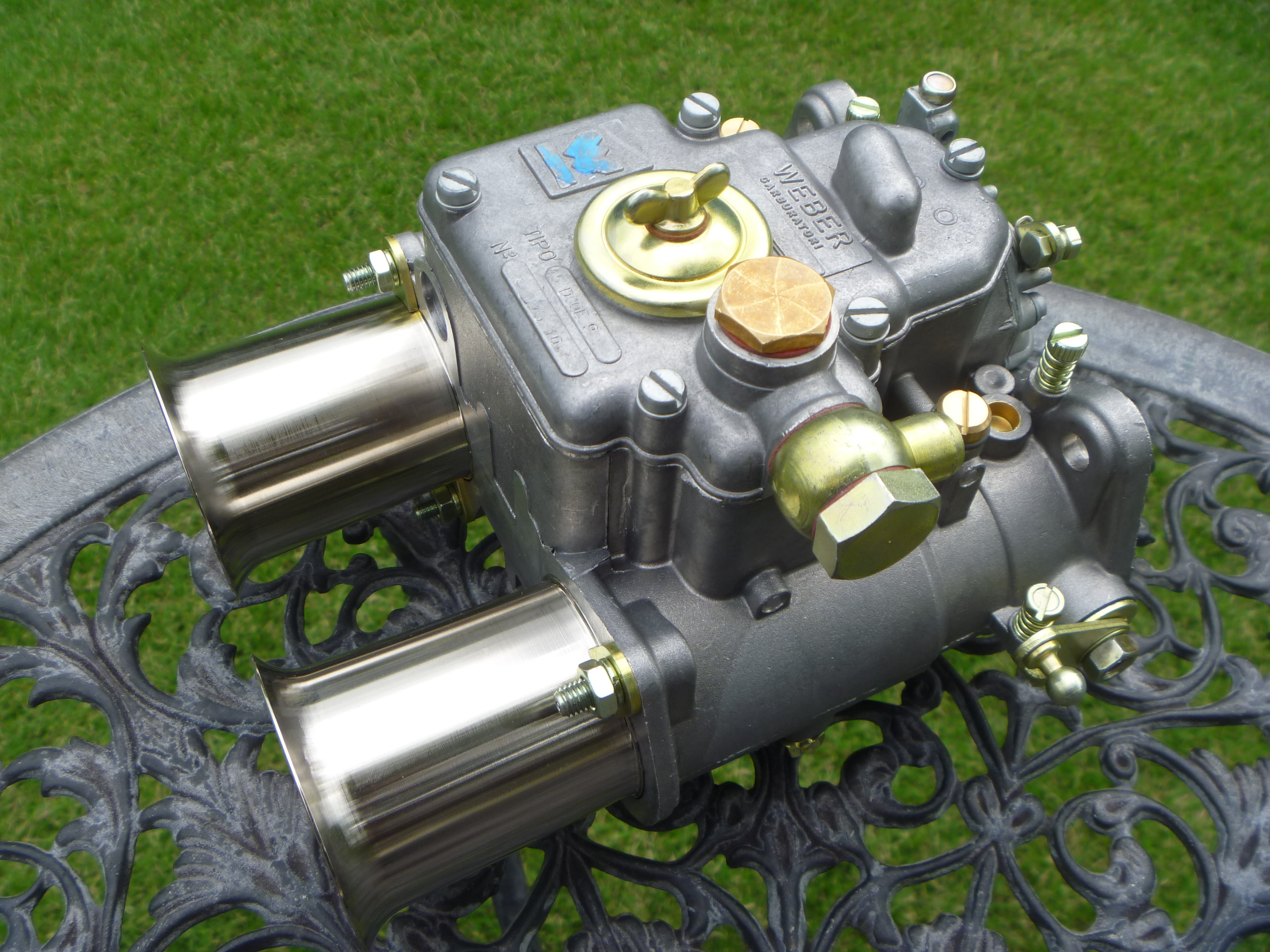
Un carburateur de marque Weber.

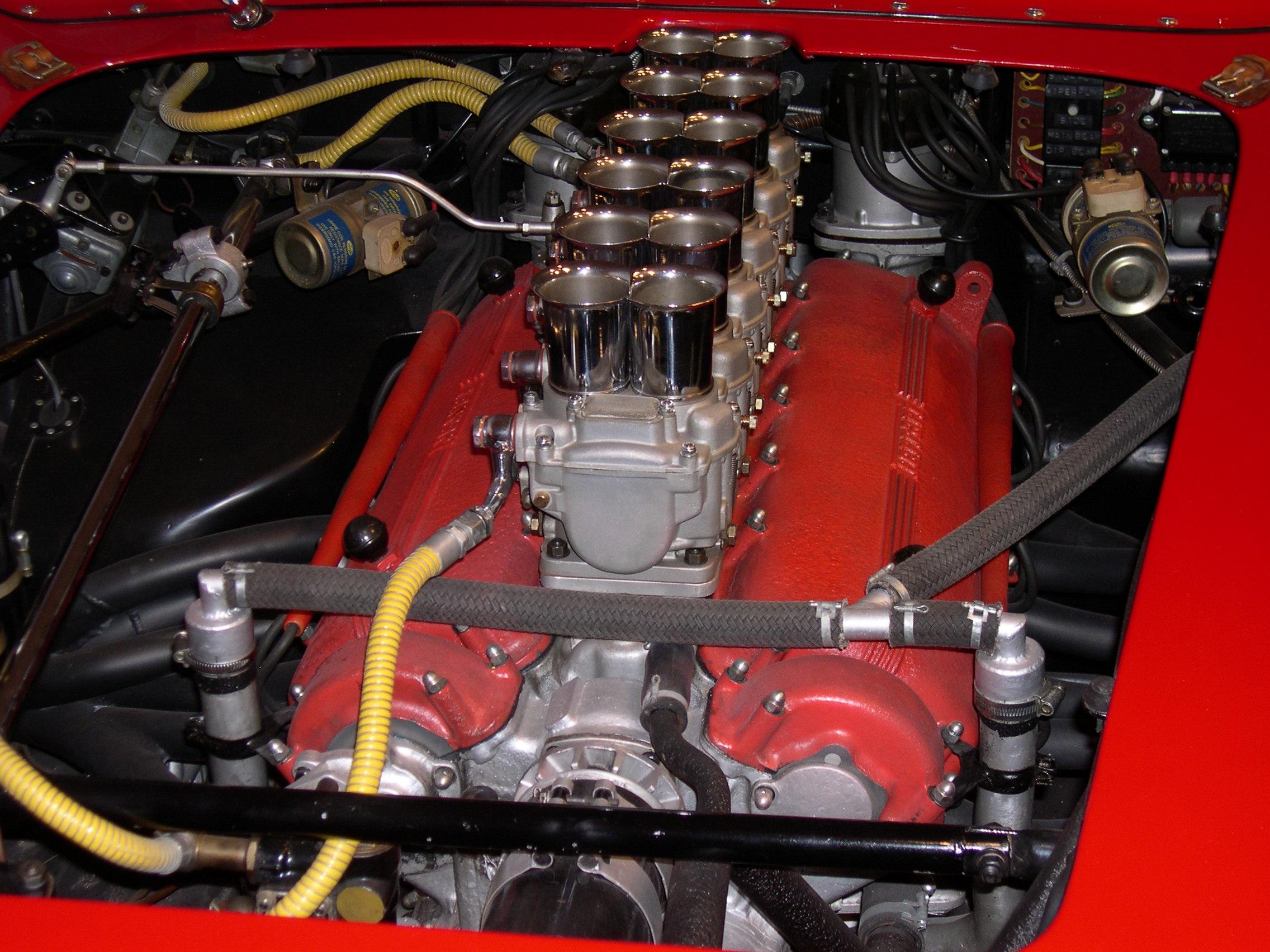
Rangée de carburateurs Weber montés sur un moteur Ferrari V12 de 1961.

Weber – également appelée Carburatori Weber – est une entreprise italienne de fabrication de carburateurs fondée par Edoardo Weber en 1923 à Bologne pour équiper les modèles automobiles Fiat. Weber fut un pionnier en la matière et inventa les carburateurs à double corps qui ont très longtemps fait la réputation de la marque.

## Historique
À partir de 1930, Weber débute la fabrication spécifique de carburateurs pour les moteurs de course. Le principe étant que chaque cylindre soit alimenté indépendamment. Ces carburateurs multi corps furent utilisés par les grandes écuries de l'époque : Maserati et Alfa Romeo notamment.
De la même manière, les carburateurs Weber équipaient les véhicules des principaux constructeurs qui disposaient de prestations élevées comme Abarth, Alfa Romeo, Aston Martin, BMW, Ferrari, Fiat, Ford, Lamborghini, Lancia, Lotus, Maserati, Porsche, Triumph et Volkswagen.
Aux États-Unis, Weber Carburetors a commercialisé ses produits adaptés au marché local et également sous forme de kits de transformation pour améliorer les piètres performances des gros V8.
En 1992, Weber était le premier fabricant de la planète dans ce domaine, produisant plus de sept millions de carburateurs par an.
L'entreprise a regroupé sous son égide un grand nombre de constructeurs de carburateurs comme les français Solex et Jaeger, qui ont par la suite tous été intégrés dans le groupe Magneti Marelli, filiale de Fiat S.p.A.
Mais l'introduction des pots catalytiques et le développement de l'injection électronique en raison des normes anti pollution Euro 1 et suivantes provoquera la disparition rapide des carburateurs. Weber en sera le seul constructeur au monde à ne pas être mis en faillite, mais la marque éponyme a pratiquement disparu du langage moderne pour laisser sa place à Magneti Marelli, qui commercialise sous son nom les systèmes d'allumage modernes.
Appartenant au groupe Magneti Marelli depuis les années 1980, sa raison sociale est passée de Weber s.r.l. à Magneti Marelli Powertrain S.p.A., tout en maintenant le nom Weber en tant que marque commerciale.
Au sein du groupe italien Magneti Marelli, Weber reste leader dans le domaine de l'alimentation des véhicules et une référence mondiale en la matière avec, en plus du système d'injection électronique pour les moteurs essence, le système Common rail dont la société est l'inventeur. Ses principaux concurrents sont Bosch, Siemens ou Motorola.